# Bank komercyjny

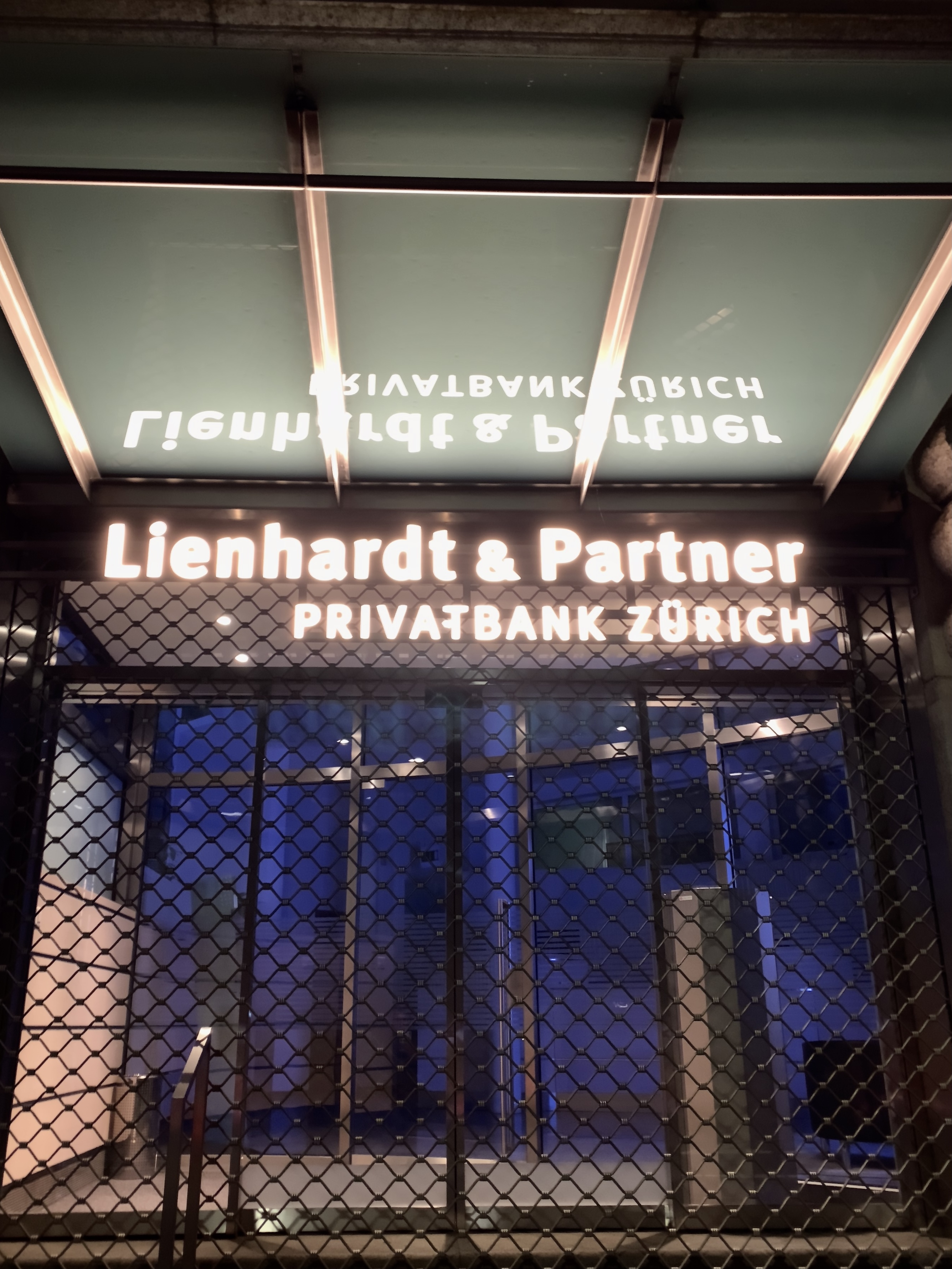
Bank w Zurychu

Bank komercyjny – wyspecjalizowana instytucja finansowa trudniąca się obsługą i organizowaniem ruchu pieniądza między jednostkami gospodarującymi i ludnością. Podstawowe zadania to gromadzenie środków pieniężnych, udzielenie kredytów i pożyczek oraz dokonywanie rozliczeń pieniężnych w obrocie krajowym i zagranicznym. Świadczy usługi klientowi masowemu.
Usługi świadczone przez banki komercyjne są na gruncie prawa bankowego określane mianem czynności bankowych. Większość banków komercyjnych działających w Polsce są według prawa bankami polskimi zarejestrowanymi w tym kraju, podlegającymi polskiemu nadzorowi bankowemu.
Działa w sposób precyzyjny i posiada szczegółową dokumentację organizacyjną (regulaminy, schematy organizacyjne itp.).